# Китна
Китна е село в Южна България. То се намира в община Кирково, област Кърджали.

## География
Село Китна се намира в планински район.

## История
Преди около 80 години селото на турски език се казвал Накиблер заради чорбаджията на селото Накиб ага.

## Население
Численост и дял на етническите групи според преброяването на населението през 2011 г.:
|                     | Численост | Дял (в %) |
| Общо                | 214       | 100       |
| Българи             | 27        | 12,61     |
| Турци               | 150       | 70,09     |
| Цигани              | 0         | 0         |
| Други               | 0         | 0         |
| Не се самоопределят | 0         | 0         |
| Неотговорили        | 37        | 17,28     |

## Религии
Ислям, Сунити.